# 高山碱茅
高山碱茅（学名：Puccinellia hackeliana）为禾本科碱茅属下的一个种。